# Orange 24/24 vidéo
 (mai 2025).
Si vous disposez d'ouvrages ou d'articles de référence ou si vous connaissez des sites web de qualité traitant du thème abordé ici, merci de compléter l'article en donnant les références utiles à sa vérifiabilité et en les liant à la section « Notes et références ».
Orange 24/24 vidéo est une plateforme de vidéo à la demande (VOD) édité par France Telecom sous la marque Orange. Ce service est disponible sur téléviseur depuis le portail TV inclus dans l'offre payante de La TV d'Orange et sur le Web à tout internaute depuis la rubrique Vidéo Party sur le site d'orange. Le modèle économique repose aussi sur la publicité et l'exploitation commerciale des données personnelles des utilisateurs. Le service propose un catalogue de plus de 6500 vidéos couvrant l’ensemble des thématiques. La location d’une vidéo à la séance permet son visionnage illimité pendant 48 heures, avec toutes les fonctions conventionnelle d’un DVD : lecture, avance rapide, pause, etc.

## Fonctionnalités
Le service de Vidéo à la demande sur TV est accessible uniquement aux abonnés à l'offre de la TV d’Orange, via ADSL, satellite et fibre. Le portail de Vidéo à la demande est aussi accessible depuis orange.fr, rubrique Vidéo Party. Chaque vidéo est présentée avec les informations artistiques et techniques ainsi qu’une bande-annonce disponible gratuitement et immédiatement (sans téléchargement du player).
L'utilisateur peut choisir le mode de visionnage, la qualité standard avec diffusion immédiate en streaming ou qualité DVD par téléchargement. Prérequis : Le player logiciel Orange est nécessaire pour télécharger et visualiser les vidéos louées. De plus, l'installation logicielle nécessite pour des motifs de protection anti-copie DRM et de protection du droit œuvres, la version 10 minimum du Lecteur Windows Media.

## Contenus
Le catalogue disponible sur la Vidéo à la demande d’Orange comprend des films de cinéma, des séries télévisées, des dessins animés, de la musique, de l'humour, du sport, des documentaires... Ce contenu provient de [Où ?]. La navigation par rubriques permet d’orienter la recherche de l'utilisateur vers les films les plus récents, les blockbusters, ou encore d’effectuer une recherche par genre. Les principaux genres sont représentés : comédie, action, aventure, famille, policier, etc. Des sous-rubriques permettent d'affiner la recherche. Ainsi, au sein du genre « comédie », on peut s’orienter vers la « comédie romantique », la « comédie française » ou encore la « comédie US ». 

## Historique
En janvier 2002, Wanadoo lance le service « vidéo à la carte » sur le portail de ses abonnés haut débit, en partenariat avec MovieSystem. En décembre 2003, France Telecom commence à déployer son offre TV ADSL, baptisée « Ma ligne TV », à Lyon et en région parisienne. « Ma ligne TV » inclut le bouquet TPS et son propre service de vidéo à la demande. En février 2006, France Telecom inaugure son propre bouquet TV et labellise son offre de VOD « 24/24 Vidéo ». Wanadoo lance dans la foulée en mars 2006, son propre media player pour PC Windows permettant d'accéder au catalogue en ligne et de télécharger les vidéos à la demande. Le 1er juin 2006, France Telecom généralise la marque Orange. « Ma ligne TV » devient la « TV d’Orange ». Les différents services dont la TV d’Orange et le site 24/24 Vidéo évoluent ensuite avec des nouvelles interfaces aux couleurs de la marque et des nouvelles fonctionnalités. En 2006, 24/24 vidéo lance quelques chaînes Haute Définition sur ADSL. L’année suivante, la VOD Haute définition est exploitée sur TV et PC Windows. En 2007, France Telecom lance la fonction téléchargement définitif (vidéo à l'achat) sur PC Windows et l'abonnement VOD sur la TV. La plateforme signe un partenariat avec France Télévisions pour diffuser en VOD de rattrapage des programmes provenant des 5 chaînes du groupe France Télévisions. En 2008, le décodeur mixte ADSL/Satellite (avec fonctionnalité de téléchargement progressif notamment pour la VOD) est lancé. En novembre 2008, Orange lance Orange cinéma séries. En 2009, M6 Replay rejoint l’offre de la TV à la demande d’Orange. En novembre 2009, le portail de recherche Vidéo Party regroupe les services de Vidéo à la demande, TV à la demande, web TV et Orange cinéma séries.
En 2010, le service 24/24 Vidéo est renommée Vidéo à la demande. En juin 2010, MyTF1 rejoint l’offre de la TV à la demande d’Orange.